# The All Janet
The All Janet var ett rockband från Skellefteå. Bandet startade 1995 ur spillrorna av indiepopbandet Sweatbus. Originalmedlemmar var:
- Simon Malmén - sång
- Mikael Johansson - bas
- Andreas Jonsson - gitarr
- Erik Jonsson - gitarr
- Gustaf Karlsson - trummor

I denna sättning vann bandet 1995 Norra Västerbottens Popfest, en rockbandstävling i samarbete med A West Side Fabrication. Första pris var inspelning av en EP; "Second" (Speech/A West Side Fabrication), som släpptes 1996. Samma år påbörjade bandet inspelningen av debutalbumet "Grace" (Speech/A West Side Fabrication) som släpptes under 1997. Efter albumet släppts ändrades line-upen i bandet på grund av studier och allmänna musikaliska motsättningar till att bestå av:
- Simon Malmén - sång, gitarr
- Mikael Johansson - bas
- Andreas Jonsson - gitarr
- Fredrik Normark - trummor

Denna sättning av bandet spelade aldrig in någonting, men framträdde bland annat vid Trästockfestivalen. Snart slutade även Andreas Jonsson i bandet och ersattes under en tid av gitarristen Tobias Edström. Våren 1998 fick bandet erbjudande att delta i ett EU-projekt i samarbete med A West Side Fabrication och därigenom tillbringa ett helt år till att spela in album och turnera. Tobias kunde inte fortsätta i bandet på grund av konststudier och ersattes av Anders Pettersson, vilket gav den sättning av bandet som varat sedan dess:
- Simon Malmén - sång, gitarr
- Mikael Johansson - bas
- Anders Pettersson - gitarr, pedal steel guitar
- Fredrik Normark - trummor

Under 1998/99 spelade bandet in albumet "In Your Quiet Place" i Rumble Road Studios i Skellefteå, med Kjell Nästén som producent. Albumet visade även något av en kursändring för bandet, från rak poprock till mer utvecklade arrangemang och känslosammare musik. Skivan släpptes våren 1999 och bandet turnerade flitigt runt landet tillsammans med Sahara Hotnights som också de deltog i EU-projektet. Under sommaren 2000 spelade bandet i egen regi in albumet "Sunflakes+Snowbeams" i en stuga vid havet utanför Lövånger. Skivan delades ut gratis till publiken på Trästockfestivalen 2002 och är väldigt sällsynt. Ungefär samtidigt gav bandet också ut en 7" vinylsingel i samarbete med Skelleftebolaget Central Perk Recordings med låten "Nothing in return", som också återfinns på "Sunflakes+Snowbeams". Efter det fick bandet svårare att hitta tid till att göra musik tillsammans, och 2003 valde man att göra en "avskedsspelning" på Trästockfestivalen som är omtalad som en av festivalens bästa konserter någonsin. Bland annat tyckte journalisten Olov Baudin på Västerbottens Folkblad att Skellefteå Kommun borde resa en staty över bandet på grund av deras bidrag till stadens musikhistoria.

## Samarbeten
Bandets medlemmar har spelat med ett flertal andra svenska band och artister; bland andra Melissa Horn, Last Days Of April, Christian Kjellvander, The Perishers, Logh, Henry Chapman, Kristofer Åström, Deportees, Tina Stenberg, Black Light Co m fl.
Gäster på konserter och inspelningar med bandet har genom åren varit bland andra: Mattias Kågström (Garp, Sälteatern mm), Erik Lindqvist (Henry Chapman, Stickboy, Automan mm), Mats Hammarström (Isolation Years, Säkert! mm), Marco Hildén (Cult Of Luna, Logh mm), Saga Eserstam (Darcy) m fl.

## Rykten om comeback
2006, till Trästockfestivalens 15-årsjubileum, gjorde bandet en "comebackspelning" på samma plats och tid som de tre år tidigare gjort sin avskedsspelning. Spelningen gav mersmak och det ryktas att medlemmarna nu smider planer att göra musik tillsammans igen. Simon Malmén, Mikael Johansson och Mattias Kågström har bland annat gjort ett "hemligt" framträdande med All Janet-låtar på Mullbergsskolan i Skellefteå under namnet "The Song".